# Lago di Pilato
(Fazio degli Uberti, Il Dittamondo, 1301-1367)
Il lago di Pilato è un lago montano d'altura, situato in un circo glaciale, sul monte Vettore, nel massiccio e nel Parco nazionale dei Monti Sibillini ad una quota di 1.941 m s.l.m., appartenente al comune di Montemonaco, provincia di Ascoli Piceno, nelle Marche. Conosciuto e spesso definito come "il lago con gli occhiali" per la forma dei suoi invasi complementari e comunicanti nei periodi di maggiore presenza di acqua, nel periodo intermedio i due specchi di acqua assomigliano a due occhi posti in posizioni diverse.

## Descrizione

### Morfologia e geologia

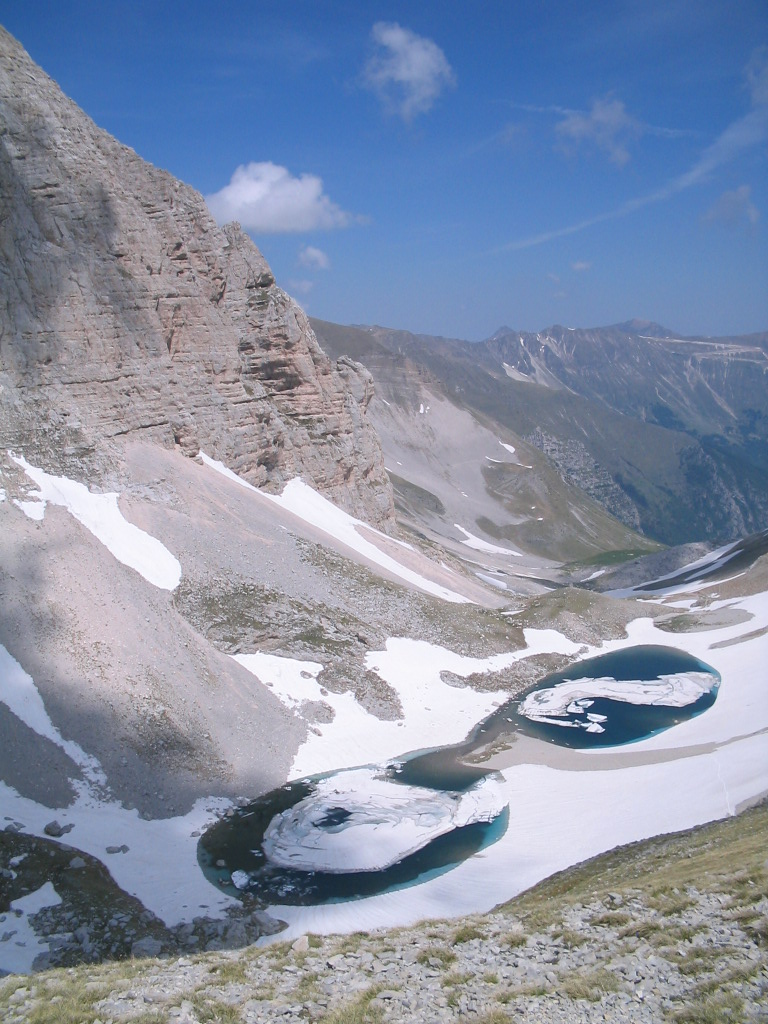
Il lago di Pilato a fine maggio

Il lago è situato nelle Marche nel territorio del comune di Montemonaco, a meno di un chilometro dal confine umbro.
Si tratta di uno specchio d'acqua di origine glaciale di tipo alpino, uno dei pochi in Appennino, racchiuso in una stretta valle glaciale a nord della cima principale del massiccio, circondato dalle più alte vette dei Monti Sibillini (Monte Vettore 2476 m, Cima del Redentore 2449 m, Cima del Lago 2422 m e Pizzo del Diavolo 2.410 m). Unico lago naturale delle Marche, si è formato a causa dello sbarramento creato dai resti di una morena di epoca glaciale. L'ultimo modellamento della valle glaciale è del Pleistocene superiore (da 125.000 a 10.000 anni fa). Particolare e suggestiva la sua ubicazione tra pareti impervie e verticali immediatamente sotto la cima del Monte Vettore.
Le dimensioni del lago e la portata d'acqua dipendono principalmente dalla distribuzione delle precipitazioni: il lago è infatti alimentato, oltre che dalle piogge, soprattutto dallo scioglimento delle nevi, che ricoprono per buona parte dell'anno la superficie dello specchio d'acqua fino all'inizio dell'estate; alcuni nevai resistono nell'area per tutto l'anno, nonostante la non elevatissima altitudine del Monte Vettore. Il perimetro del lago è di circa 900 metri per una larghezza di circa 130 metri: la misurazione della profondità degli invasi, pari a circa 8-9 metri, fu rilevata nell'anno 1990, quando la zona restò completamente asciutta a causa di una forte siccità. Il lago non ha emissari visibili, ma sul fondo sono presenti inghiottitoi che possono essere relazionati con le sorgenti del fiume Aso attraverso canali carsici sotterranei.
Negli ultimi anni, soprattutto d'estate, il lago soffre spesso di carenza d'acqua, la quale è dovuta sia ai più frequenti periodi di siccità, sia, secondo alcuni studi, tra cui uno dell'ISPRA, alla maggiore permeabilità del terreno causata dal terremoto del 2016.

### Biologia

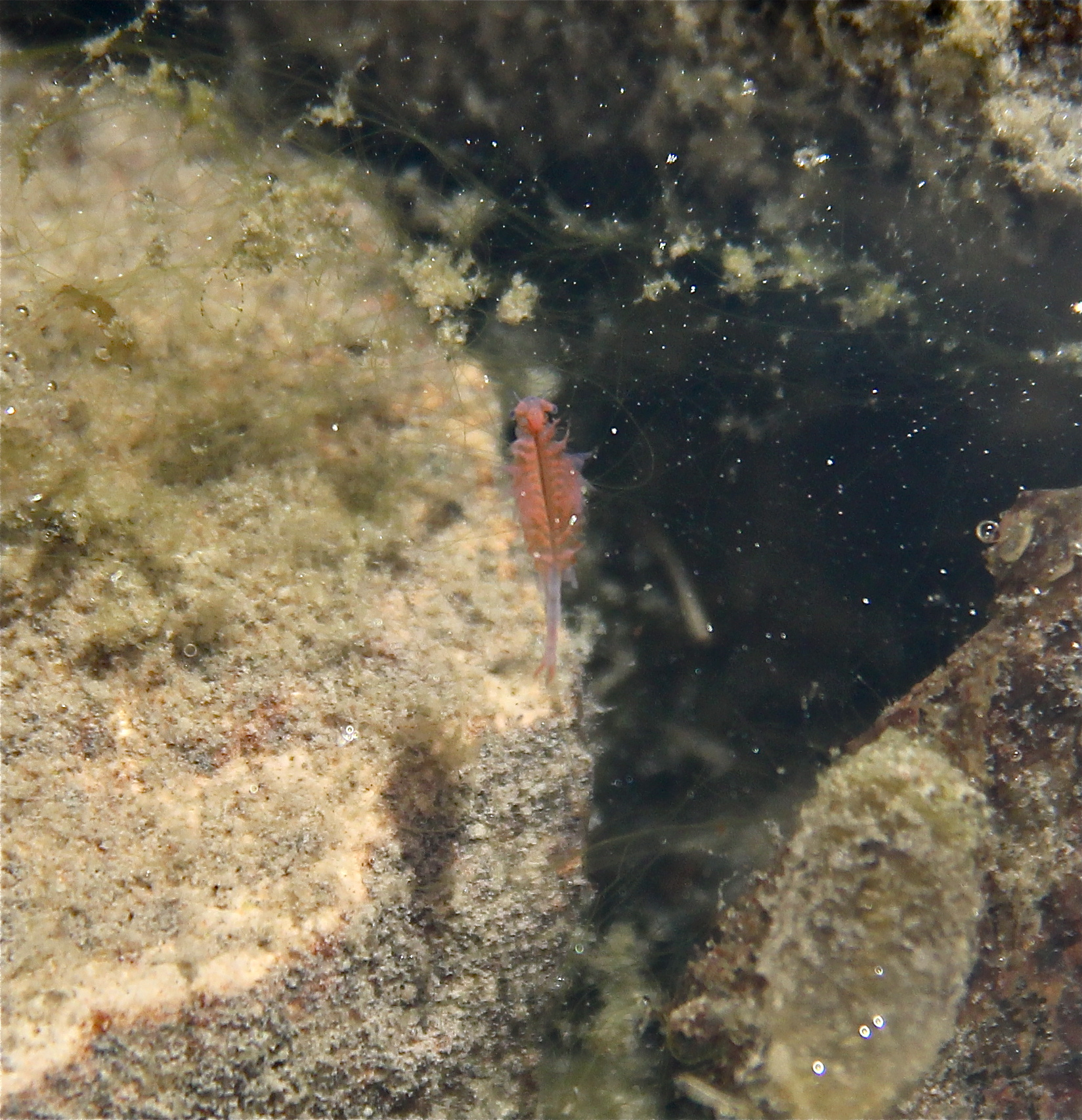
Il chirocefalo del Marchesoni

Il lago ospita un particolare endemismo, il chirocefalo del Marchesoni: è un piccolo crostaceo di colore rosso che misura 9-12 millimetri e nuota col ventre rivolto verso l'alto. La zona presenta anche dei coleotteri acquatici della famiglia dei ditiscidi, presumibilmente di origine boreo-alpina.

## Storia e tradizione
Nella tradizione il lago è considerato un luogo misterioso, magico e demoniaco. Prende infatti il suo nome da una leggenda secondo la quale nelle sue acque sarebbe finito il corpo di Ponzio Pilato, il quale venne giustiziato per ordine dell'imperatore Tito Vespasiano per non aver impedito la crocifissione di Gesù, e fu in seguito caricato su un carro trainato da due bufali che da Roma lo trasportarono fino ai Monti Sibillini e si gettarono infine nel lago. Modifiche recenti del racconto vorrebbero che i bufali si gettarono dall'affilata cresta della Cima del Redentore, dove ancora sarebbero visibili le rotate del carro.
A partire dal XIII secolo almeno, il lago era luogo di ritrovo di negromanti che vi salivano a consacrare libri di magia ai demoni che ne abitavano le acque. Ogni volta che qualcuno evocava gli spiriti maligni del lago si scatenavano violente tempeste che distruggevano i raccolti della zona, e tale era l'afflusso di questi negromanti da costringere le autorità politiche e religiose del tempo a proibirne l'accesso e a far porre una forca, all'inizio della valle, come monito; intorno al bacino furono alzati muri a secco al fine di evitare il raggiungimento delle sue acque.
Antoine de La Sale racconta che per visitare il lago nel 1420 gli fu necessario richiedere un salvacondotto alle autorità della città di Norcia, in quanto chi venisse sorpreso presso il lago senza autorizzazione avrebbe perfino rischiato la vita.
(Antoine De la Sale, Il Paradiso della Regina Sibilla, 1421)
Queste leggende odiernamente note ci sono pervenute solo con la recente riscoperta del testo del Paradiso della Regina Sibilla di Antoine de La Sale. Alla fine del secolo XIX infatti il professore Vincenzo Ghinassi di Spoleto riferisce che la tradizione popolare di allora avesse dimenticato la leggenda del corpo di Pilato, e che le voci del tempo tramandassero invece una leggenda diversa: nel momento in cui avveniva la crocifissione di Cristo, i montanari della zona videro che la Sibilla era fuggita dalla sua grotta, e notarono che l'acqua del lago rosseggiava come se fosse insanguinata, ed inoltre da quel momento intorno alle rive iniziò a germogliare una pianticella le cui foglie hanno le sembianze di due mani riunite per il dorso, nelle quali la fantasia popolare riconobbe le mani del Redentore, congiunte insieme e perforate dai chiodi. Questi eventi impressionarono l'animo degli abitanti della montagna i quali battezzarono il lago col nome di Pilato, il quale fece eseguire la sentenza di morte contro il Nazareno. 
Si conservava invece memoria delle storie legate alle presenze demoniache del lago: i vecchi montanari affermavano di avervi veduto qualche volta dei pesci di forme stranissime nuotare nelle acque; questi pesci sarebbero una reminiscenza degli antichi demoni.

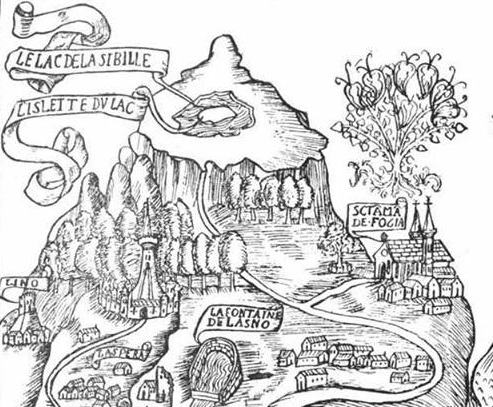
Disegno di Antoine de La Sale

Altro nome usato per il lago fino almeno al secolo XV era quello di Lago della Sibilla, come si evince da un disegno di Antoine de la Sale riportato ne Il Paradiso della Regina Sibilla (1420) e da una sentenza di assoluzione del 1452, in cui l'inquisitore della Marca Anconitana De Guardariis assolve la popolazione di Montemonaco dalla scomunica in cui era incorsa per aver accompagnato "ad lacum Sibyllae" cavalieri stranieri "provenienti dalla Spagna e dal Regno di Napoli" per consacrarvi libri proibiti, mentre li ospitavano in Montemonaco ove praticavano, in casa di Ser Catarino, l'alchimia.
Nel museo della Grotta della Sibilla, presso Montemonaco, è custodita una pietra scura, detta "La Gran Pietra", che reca incise lettere misteriose e rinvenuta nei pressi del Lago. Secondo la leggenda questo sarebbe il lago Averno da cui si entra nel mondo degli Inferi.

### Letteratura
Il primo documento storico, risalente al XIV secolo, in cui si parla del lago è il Reductorium morale del benedettino Pierre Bersuire, dove viene già denominato lago di Pilato e si dice sia abitato da demoni. Di poco successivo è il Dittamondo di Fazio degli Uberti, nel quale si parla in realtà di Monte di Pilato, e si racconta di maghi e negromanti che vi salivano per consacrare libri di magia.
Durante i secoli XV, XVI e XVII la letteratura italiana è prodiga di riferimenti, seppur spesso consistenti solo in semplici accenni, alle arti negromantiche praticate presso il lago di Pilato. La sentenza di assoluzione sopra citata conferma dell'importante afflusso di visitatori alla grotta e al lago.

### Tradizioni simili in Italia e in Europa

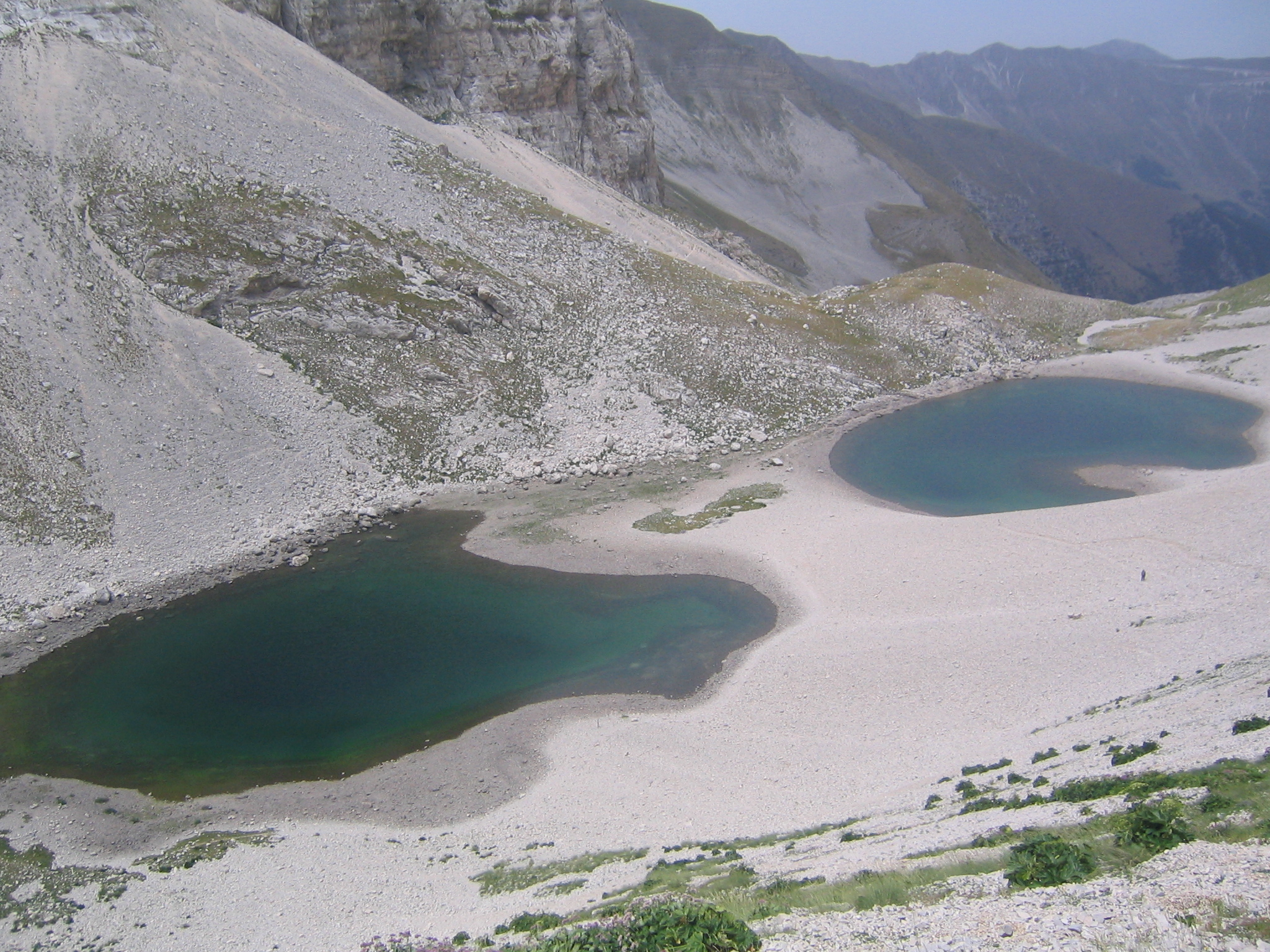
Il lago di Pilato d'estate

Svariate leggende legate alla nascita e alla morte di Pilato sono diffuse in tutta Europa. Presso l'appennino tosco-emiliano, nel comune di Fanano, si trova il Lago Scaffaiolo, del quale Boccaccio riporta una storia simile a quella legata ai demoni del Lago di Pilato: gettando un sassolino nelle acque del lago si scatenerebbero terribili tempeste nel circondario. Presso le Prealpi di Lucerna (Svizzera) esiste un massiccio chiamato Pilatus, del quale si raccontano fin dal medioevo storie molto simili a quelle riguardanti il lago appenninico.
Anche nei monti del Massiccio Centrale francese esiste la catena del Pilat. All'inizio del XIII secolo, Stefano di Borbone riporta una leggenda secondo la quale Ponzio Pilato venne esiliato dagli ebrei a Lione per essere giudicato della condanna di Gesù, e vi morì suicida per il dolore oppure impiccato ad un gancio sulla chiesa di Notre-Dame. Il corpo fu poi gettato in un pozzo sul Monte Pilat, nel sud-ovest di Vienne, dal quale pozzo si scatenano terribili tempeste ogni qualvolta vi si getti una pietra.

## Accesso
È possibile raggiungere il lago di Pilato solo a piedi, mediante tre percorsi escursionistici principali: dal versante marchigiano partendo da Foce, una piccola frazione di Montemonaco, o dal valico di Forca di Presta (Arquata del Tronto); in alternativa dal versante umbro partendo da Castelluccio di Norcia per la Forca Viola.
| Versante    | Partenza               | Percorso                                                                         | Difficoltà | Distanza | Ascesa | Discesa | Rifugio/Bivacco      | Note                       |
| ----------- | ---------------------- | -------------------------------------------------------------------------------- | ---------- | -------- | ------ | ------- | -------------------- | -------------------------- |
| Marchigiano | Foce di Montemonaco    | 151                                                                              | E          | 6 km     | 980 m  | 11 m    |                      |                            |
| Marchigiano | Forca di Presta        | 101 (fino a Rifugio Tito Zilioli), sentiero lago di Pilato                       | EE         | 5,1 km   | 686 m  | 286 m   | Rifugio Tito Zilioli | Tratti esposti su roccette |
| Umbro       | Castelluccio di Norcia | 553 (Capanna Ghezzi), 552 (Forca Viola), 153, ultimo tratto 151 (lago di Pilato) | E          | 9,5 km   | 899 m  | 303 m   | Capanna Ghezzi       |                            |

### Versante marchigiano
Da Foce di Montemonaco tramite il percorso 151. Partendo da Foce occorre camminare per circa 45 minuti su una strada sterrata in direzione sud, traversando il Piano della Gardosa, fino al suo termine; questo tratto è eventualmente percorribile con qualche cautela anche in auto, risparmiando circa mezz'ora (è sufficiente informarsi presso la Casa del Parco sita alla fine del paese). Al termine della stradina si prosegue lungo un ripido sentiero sulla sinistra, all'interno di un fitto boschetto, che con ripidi tornanti (le cosiddette "svolte") supera un canalone, fino a raggiungere i dolci pendii della valle del lago di Pilato, a circa 1.941 metri di quota. A questo punto, procedendo in direzione sud, sempre in prossimità del fondo della valle, si apre un ambiente via via più grandioso, fino a raggiungere la conca del lago di Pilato, a 1.941 metri di quota (circa 3 ore di cammino da Foce, 2:30 partendo dal termine della strada sterrata). Il ritorno si svolge lungo il medesimo percorso della salita.

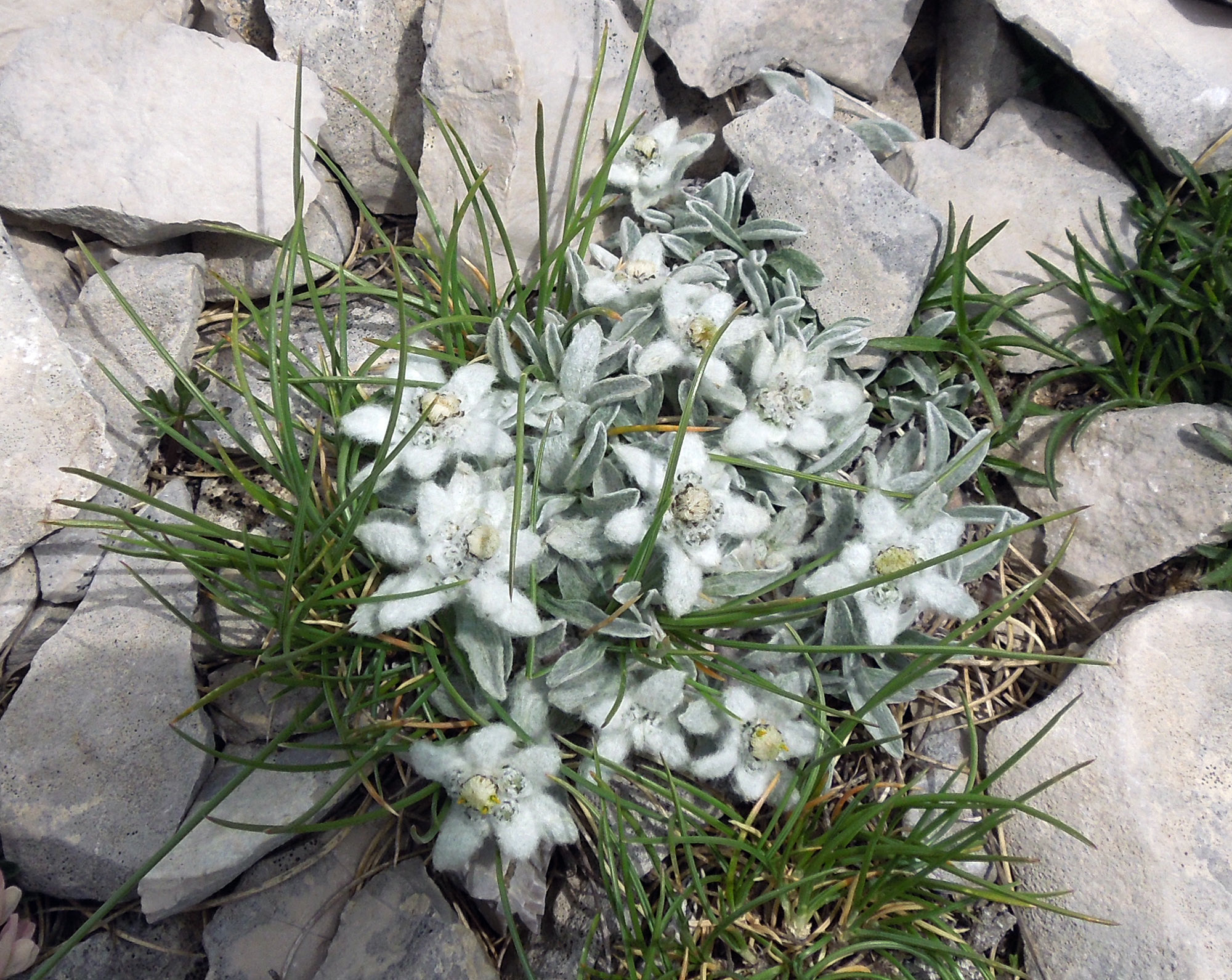
Stelle alpine fotografate presso la sella delle Ciaule

In alternativa si può partire dal versante marchigiano, e precisamente dal valico di Forca di Presta nel comune di Arquata del Tronto, da cui si segue il percorso 101 per arrivare alla cima del monte Vettore; giunti al rifugio Tito Zilioli si svolta a sinistra e si inizia a scendere verso la valle del lago seguendo un sentiero non segnalato. Sebbene questo percorso tra i tre citati sia il più breve e con meno ascesa non deve essere sottovalutata la difficoltà: infatti, è necessario prestare particolare attenzione nel tratto di sentiero in località Roccette, dove sono avvenuti alcuni gravi incidenti. Si tratta di un percorso per escursioni esperti.

### Versante umbro
Da Castelluccio di Norcia è possibile raggiungere il lago seguendo i percorsi 553 Castelluccio-Capanna Ghezzi, 552 Capanna Ghezzi-Forca Viola, 153, ultimo tratto 151 lago di Pilato. Il percorso offre bei panorami sia sui Piani di Castelluccio, in particolare nel tratto Capanna Ghezzi-Forca Viola, sia sulla Valle del lago di Pilato.

## Balneazione
Il lago e la sua valle sono posti sotto il controllo e la tutela del Parco Nazionale dei Monti Sibillini: è severamente vietato bagnarsi nelle acque del lago, e bisogna mantenere una distanza di almeno 5 metri dal bordo per evitare di calpestare le uova del chirocefalo deposte a riva, tra le rocce in secca.

## Galleria d'immagini

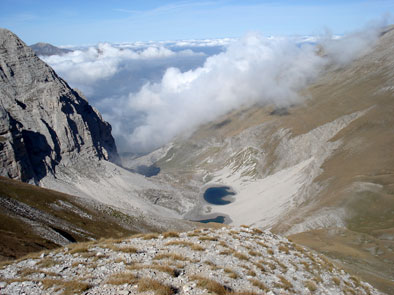
Il Lago di Pilato da Cima del lago
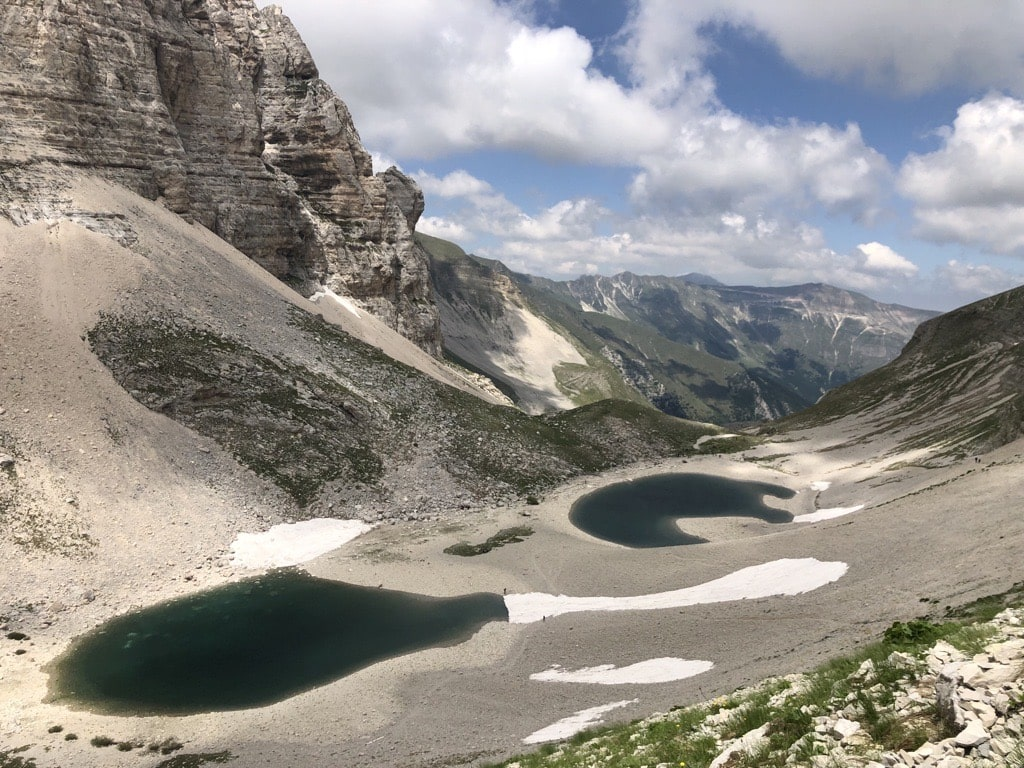
Il Lago di Pilato da Cima del lago
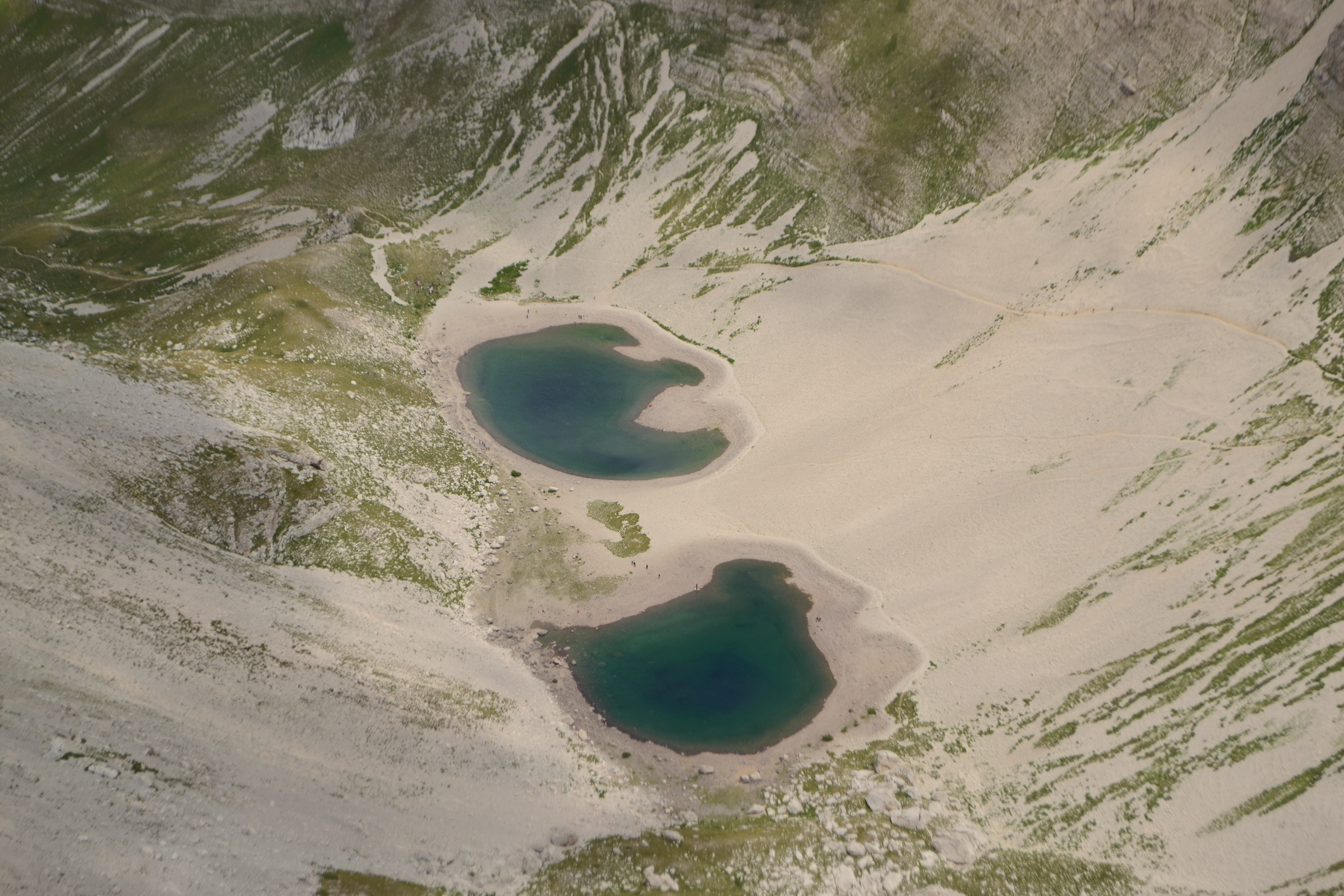
Il Lago di Pilato da Cima del lago
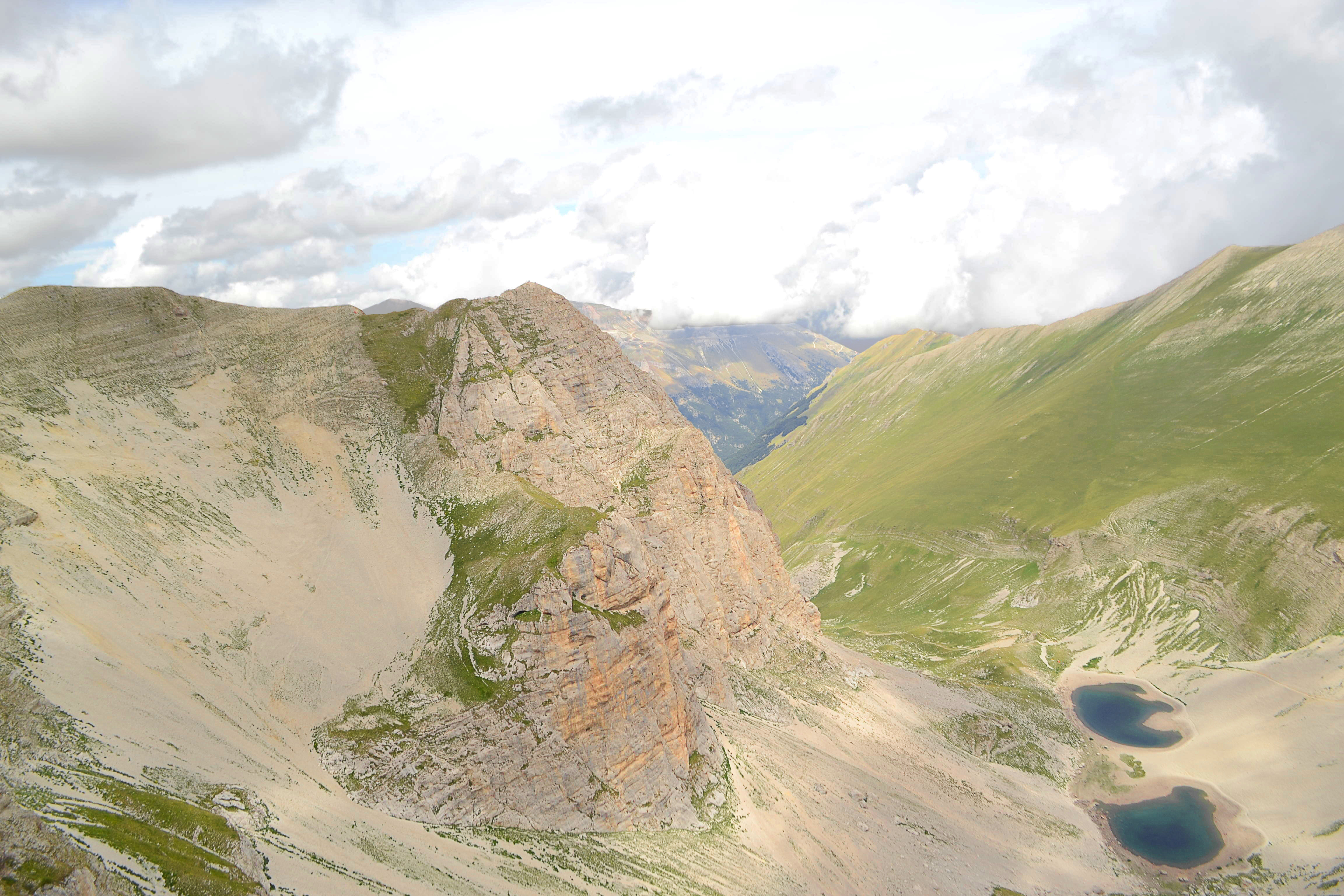
Il Lago e Pizzo del Diavolo
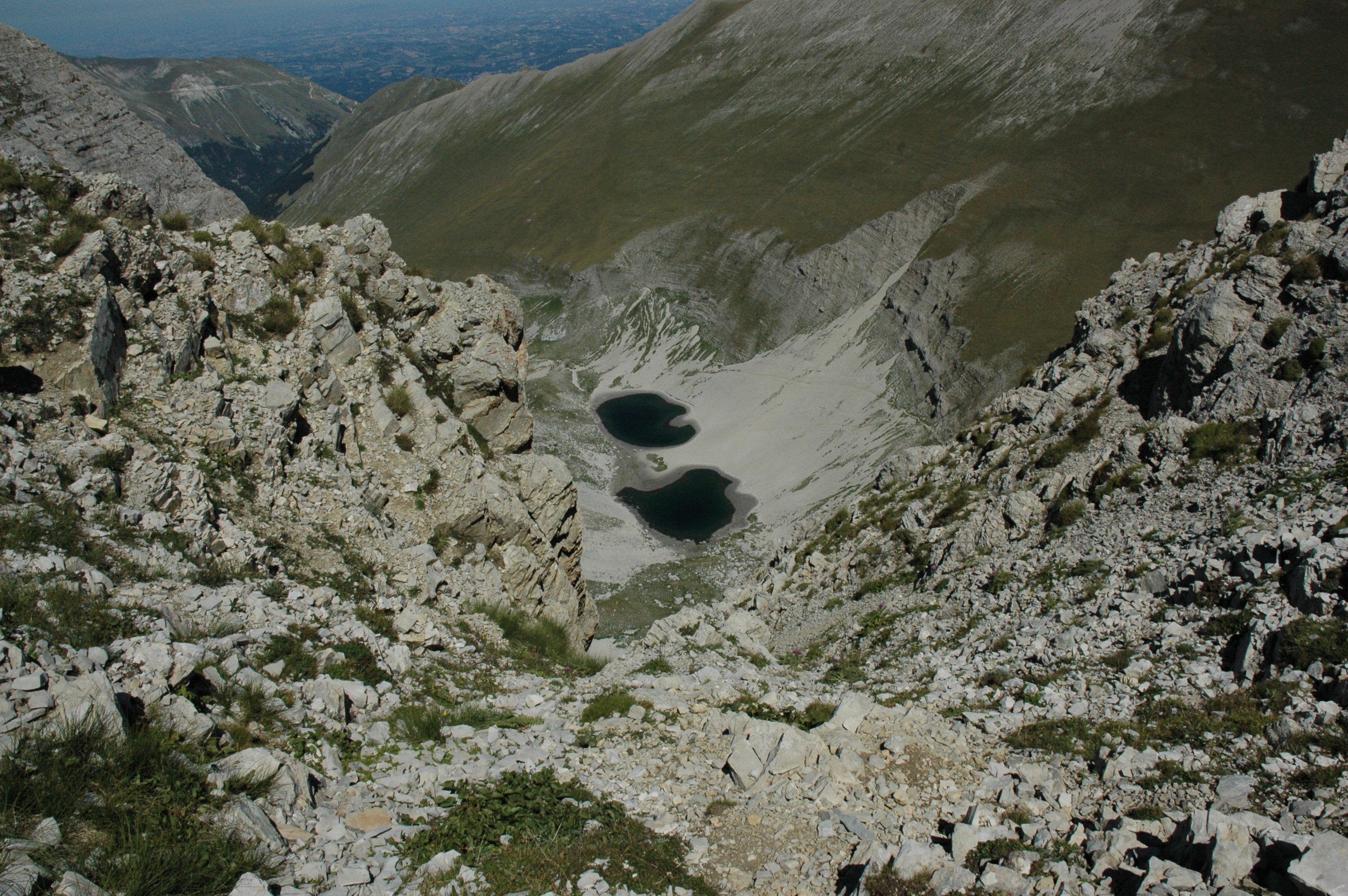
Il Lago da Pizzo del Diavolo
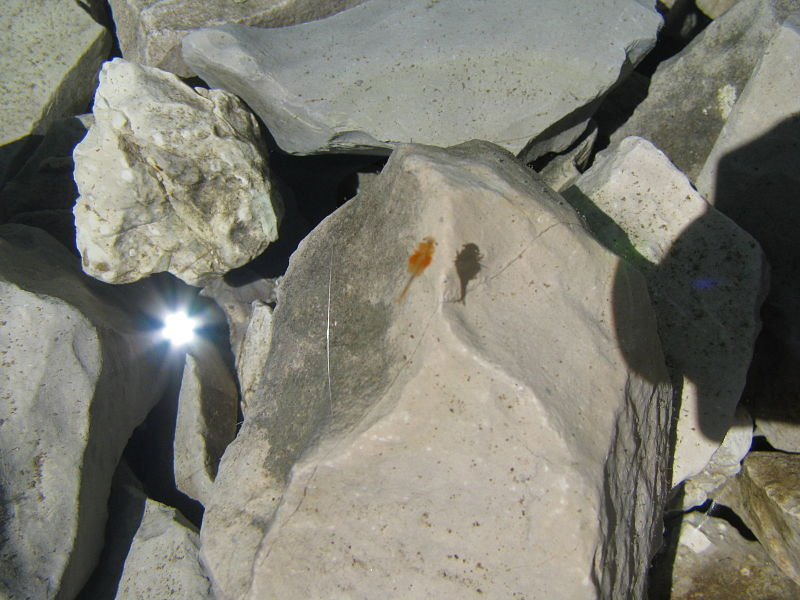
Chirocefalo marchesoni
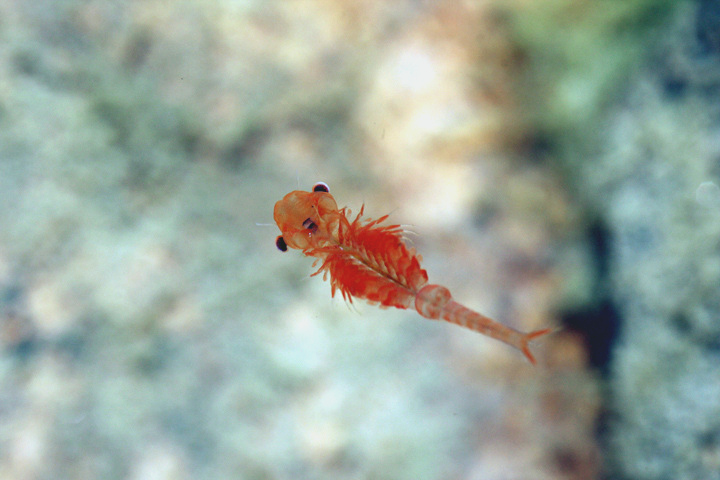
Chirocefalo marchesoni
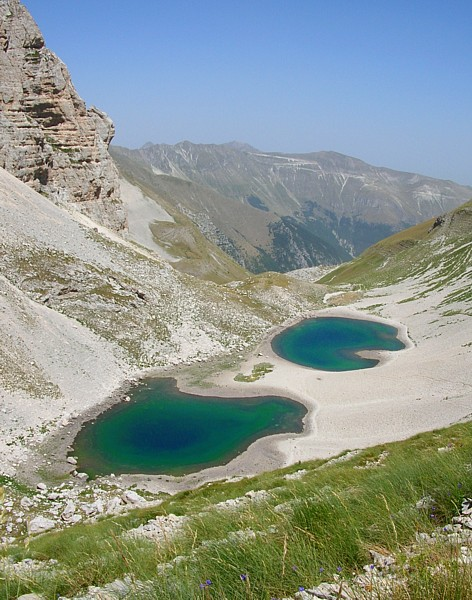
Il Lago d'estate
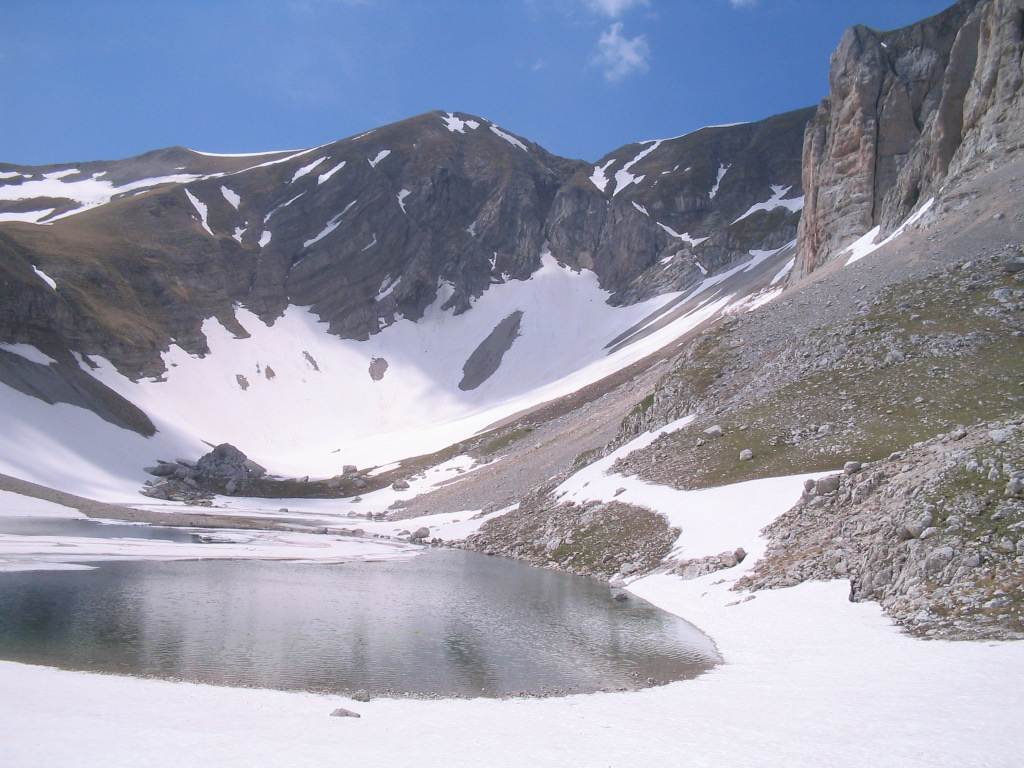
Cima del Lago in primavera